# حبس بازدارنده
حبس بازدارنده نوعی تادیب به‌شمار می‌آید که از طرف حکومت و به‌منظور حفظ نظم و مراعات مصلحت اجتماع صورت می‌گیرد.
این نوع حبس در قبال تخلف از مقررات و نظام‌های حکومتی تعیین می‌گردد.